# Parma Associazione Sportiva 1958-1959
Questa pagina raccoglie le informazioni riguardanti il Parma Associazione Sportiva nelle competizioni ufficiali della stagione 1958-1959.

## Stagione
Sulla panchina dei ducali viene chiamato Guido Mazzetti ancor non molto noto, ma destinato a diventare nei prossimi anni uno dei primi maghi della serie cadetta. 
È un allenatore pratico, che si è fatto da solo e trasmette il suo carattere alla squadra. Il Parma vista la passata stagione, alla vigilia del torneo non vantava molti crediti e qualcuno la considerava in partenza spacciata.
I mezzi sono in effetti pochi, ma grinta ed impegno non difettano. Alla resa dei conti il Vigevano ed il Prato chiudono il torneo alle spalle del Parma, e tanto basta per considerare raggiunto l'obiettivo primario della salvezza. 
Con 13 reti Franco Marmiroli è il miglior marcatore stagionale dei crociati.

## Rosa
| N. |                   | Ruolo | Calciatore              |
| -- | ----------------- | ----- | ----------------------- |
|    | Italia (bandiera) | D     | Franco Adorni           |
|    | Italia (bandiera) | C     | Carlo Azzali            |
|    | Italia (bandiera) | C     | Basilio Cabas           |
|    | Italia (bandiera) | A     | Giuseppe Calzolari      |
|    | Italia (bandiera) | A     | Carlo Cattabiani        |
|    | Italia (bandiera) | D     | Ivo Cocconi             |
|    | Italia (bandiera) | D     | Claudio Darni           |
|    | Italia (bandiera) | C     | Giovanni Dondi          |
|    | Italia (bandiera) | A     | Pier Leonardo Frambatti |
|    | Italia (bandiera) | C     | Umberto Giachetti       |
|    | Italia (bandiera) | C     | Franco Marmiroli        |

| N. |                   | Ruolo | Calciatore         |
| -- | ----------------- | ----- | ------------------ |
|    | Italia (bandiera) | A     | Agostino Mazzoni   |
|    | Italia (bandiera) | P     | Carlo Mezzi        |
|    | Italia (bandiera) | A     | Maurizio Pellacini |
|    | Italia (bandiera) | D     | Ermes Polli        |
|    | Italia (bandiera) | C     | Giuseppe Pomati    |
|    | Italia (bandiera) | D     | Leopoldo Raimondi  |
|    | Italia (bandiera) | C     | Giampiero Salomoni |
|    | Italia (bandiera) | A     | Sergio Sangiorgi   |
|    | Italia (bandiera) | C     | Giuliano Talignani |
|    | Italia (bandiera) | A     | Giovanni Verderi   |
|    | Italia (bandiera) | P     | Vincenzo Vernizzi  |

## Risultati

### Serie B

#### Girone di andata
| Parma 21 settembre 1958 1ª giornata | Parma             | 0 – 0 | Verona | Stadio Ennio Tardini\| Arbitro: \| Grignani (Milano) \| |
| Arbitro:                            | Grignani (Milano) |       |        |                                                         |

| Arbitro: | Cariani (Roma) |

|                                           |           |  |
| Targioni 24’ (rig.) Nattino 44’ Perni 81’ | Marcatori |  |

| Arbitro: | D'Agostini (Roma) |

|               |           |                 |
| Marmiroli 85’ | Marcatori | 7’ Carminati II |

| Arbitro: | Smorto (Reggio Calabria) |

|            |           |              |
| Patino 10’ | Marcatori | 4’ Marmiroli |

| Arbitro: | Perego (Milano) |

|                                                 |           |                     |
| Cabas 39’, 51’, 57’ Marmiroli 64’ Calzolari 73’ | Marcatori | 84’ (aut.) Raimondi |

| Arbitro: | Sebastio (Taranto) |

|                           |           |          |
| Pomati 15’ Frambatti Goal | Marcatori | 33’ Orio |

| Arbitro: | Boati (Milano) |

|           |           |  |
| Pinti 43’ | Marcatori |  |

| Arbitro: | Carbonelli (Brescia) |

|                 |           |                                    |
| Pomati 17’, 20’ | Marcatori | 34’ (rig.) Goldoni 75’ Barbolini I |

| Arbitro: | Adami (Roma) |

|                                       |           |  |
| Carapellese 60’ Ricagni 66’ Macor 88’ | Marcatori |  |

| Arbitro: | Maghernino (San Severo) |

|                                                              |           |               |
| Perli 1’, 24’ Azzali II 6’ Vernazza 12’, 79’ Sandri 42’, 57’ | Marcatori | 78’ Calzolari |

| Arbitro: | Bonetto (Torino) |

|               |           |  |
| Calzolari 68’ | Marcatori |  |

| Arbitro: | Bartolomei (Roma) |

|                                    |           |  |
| Orlando 38’ (rig.) 40’, 70’ (rig.) | Marcatori |  |

| Arbitro: | De Robbio (Torre Annunziata) |

|               |           |                         |
| Frambatti 39’ | Marcatori | 10’ Manzino 51’ Mentani |

| Arbitro: | Rastrelli (Firenze) |

|                                       |           |                    |
| Calzolari 6’ Marmiroli 37’ Pomati 60’ | Marcatori | 44’ (rig.) Baldini |

| Arbitro: | Cataldo (Reggio Calabria) |

|                          |           |  |
| Crippa 45’ Sacchella 68’ | Marcatori |  |

| Arbitro: | Samani (Trieste) |

|           |           |                          |
| Borri 34’ | Marcatori | 78’ Cabas 87’ Cattabiani |

| Arbitro: | Grillo (Napoli) |

|                             |           |                  |
| Calzolari 29’ Marmiroli 83’ | Marcatori | 82’ (rig.) Gotti |

| Arbitro: | Perego (Milano) |

|              |           |                |
| Fiorindi 37’ | Marcatori | 14’ Cattabiani |

| Arbitro: | Mori (Cremona) |

|                    |           |           |
| Di Bari 49’ (rig.) | Marcatori | 52’ Cabas |

#### Girone di ritorno
| Arbitro: | Adami (Roma) |

|             |           |  |
| Baruffi 22’ | Marcatori |  |

| Arbitro: | Angonese (Mestre) |

|                                  |           |                  |
| Cattabiani 7’, 18’ Marmiroli 68’ | Marcatori | 41’ (rig.) Rossi |

| Arbitro: | Maghernino (San Severo) |

|                                               |           |  |
| Danova 12’ Carminati II 78’ Catalani 83’, 88’ | Marcatori |  |

| Arbitro: | Stanzione (Salerno) |

|                     |           |             |
| Azzali I 81’ (rig.) | Marcatori | 46’ Canella |

| Arbitro: | Bartolomei (Roma) |

|                                             |           |  |
| Meanti 35’ Mezzalira 61’ Regalia 80’ (rig.) | Marcatori |  |

| Valdagno 15 marzo 1959 25ª giornata | Marzotto Valdagno | 0 – 0 | Parma | Stadio dei Fiori\| Arbitro: \| Cerutti (Legnano) \| |
| Arbitro:                            | Cerutti (Legnano) |       |       |                                                     |

| Arbitro: | Rebuffo (Milano) |

|               |           |                     |
| Marmiroli 13’ | Marcatori | 26’ Pinti 29’ Costa |

| Arbitro: | Famulari (Messina) |

|                              |           |                                   |
| Tomeazzi 36’ Barbolini I 79’ | Marcatori | 58’ (rig.) Azzali I 82’ Marmiroli |

| Arbitro: | Ferrari (Milano) |

|                    |           |            |
| Marmiroli 22’, 30’ | Marcatori | 49’ Buzzin |

| Arbitro: | Genel (Trieste) |

|               |           |            |
| Calzolari 56’ | Marcatori | 15’ Sandri |

| Arbitro: | D'Agostini (Roma) |

|                  |           |  |
| Gentili 21’, 48’ | Marcatori |  |

| Parma 19 aprile 1959 31ª giornata | Parma                 | 0 – 0 | Messina | Stadio Ennio Tardini\| Arbitro: \| De Marchi (Pordenone) \| |
| Arbitro:                          | De Marchi (Pordenone) |       |         |                                                             |

| Arbitro: | Butti (Como) |

|                        |           |  |
| Bellini 28’ Albini 48’ | Marcatori |  |

| Arbitro: | Ubezio (Novara) |

|                                               |           |                           |
| Baldini 5’, 57’ Perversi 37’ Marsili 46’, 66’ | Marcatori | 81’ Marmiroli 89’ Cocconi |

| Arbitro: | Angonese (Mestre) |

|                                  |           |          |
| Grainer 5’ (aut.) Cattabiani 61’ | Marcatori | 38’ Nova |

| Arbitro: | Di Tonno (Lecce) |

|  |           |                |
|  | Marcatori | 53’ Invernizzi |

| Arbitro: | Francescon (Padova) |

|                            |           |  |
| Nyers 9’, 76’ Bonacchi 66’ | Marcatori |  |

| Arbitro: | Angelini (Firenze) |

|               |           |               |
| Marmiroli 58’ | Marcatori | 80’ Redegalli |

| Arbitro: | Samani (Firenze) |

|                                  |           |                |
| Pellacini 31’, 44’ Marmiroli 77’ | Marcatori | 76’ Menichelli |

### Coppa Italia
| Arbitro: | Rastrelli (Firenze) |

|                       |           |                                     |
| Cabas 55’ Mazzoni 57’ | Marcatori | 2’ Giagnoni 24’ Recagni 35’ Turatti |

## Statistiche

### Statistiche di squadra
| Competizione | Punti | In casa | In casa | In casa | In casa | In casa | In casa | In trasferta | In trasferta | In trasferta | In trasferta | In trasferta | In trasferta | Totale | Totale | Totale | Totale | Totale | Totale | DR  |
| Competizione | Punti | G       | V       | N       | P       | Gf      | Gs      | G            | V            | N            | P            | Gf           | Gs           | G      | V      | N      | P      | Gf     | Gs     | DR  |
| ------------ | ----- | ------- | ------- | ------- | ------- | ------- | ------- | ------------ | ------------ | ------------ | ------------ | ------------ | ------------ | ------ | ------ | ------ | ------ | ------ | ------ | --- |
| Serie B      | 32    | 19      | 9       | 7       | 3       | 31      | 19      | 19           | 1            | 5            | 13           | 10           | 45           | 38     | 10     | 12     | 16     | 41     | 64     | -23 |
| Coppa Italia |       | 1       | 0       | 0       | 1       | 2       | 3       | 0            | 0            | 0            | 0            | 0            | 0            | 1      | 0      | 0      | 1      | 2      | 3      | -1  |
| Totale       |       | 20      | 9       | 7       | 4       | 33      | 22      | 19           | 1            | 5            | 13           | 10           | 45           | 39     | 10     | 12     | 17     | 43     | 67     | -24 |

### Statistiche dei giocatori
| Giocatore      | Serie B  | Serie B | Coppa Italia | Coppa Italia | Totale   | Totale |
| Giocatore      | Presenze | Reti    | Presenze     | Reti         | Presenze | Reti   |
| -------------- | -------- | ------- | ------------ | ------------ | -------- | ------ |
| F. Adorni      | 1        | 0       | -            | -            | 1        | 0      |
| C. Azzali      | 34       | 2       | 1            | 0            | 35       | 2      |
| B. Cabas       | 28       | 5       | 1            | 1            | 29       | 6      |
| G. Calzolari   | 32       | 6       | 1            | 0            | 33       | 6      |
| C. Cattabiani  | 34       | 5       | -            | -            | 34       | 5      |
| I. Cocconi     | 34       | 1       | 1            | 0            | 35       | 1      |
| C. Darni       | 36       | 0       | 1            | 0            | 37       | 0      |
| G. Dondi       | 2        | 0       | -            | -            | 2        | 0      |
| P.L. Frambatti | 6        | 2       | -            | -            | 6        | 2      |
| U. Giachetti   | 16       | 0       | 1            | 0            | 17       | 0      |
| F. Marmiroli   | 37       | 13      | 1            | 0            | 38       | 13     |
| A. Mazzoni     | 4        | 0       | 1            | 1            | 5        | 1      |
| C. Mezzi       | 38       | -64     | -            | -            | 38       | -64    |
| M. Pellacini   | 1        | 2       | -            | -            | 1        | 2      |
| E. Polli       | 38       | 0       | -            | -            | 38       | 0      |
| G. Pomati      | 36       | 4       | 1            | 0            | 37       | 4      |
| L. Raimondi    | 33       | 0       | 1            | 0            | 34       | 0      |
| G. Salomoni    | 2        | 0       | -            | -            | 2        | 0      |
| S. Sangiorgi   | 3        | 0       | 1            | 0            | 4        | 0      |
| G. Talignani   | 2        | 0       | -            | -            | 2        | 0      |
| G. Verderi     | 1        | 0       | -            | -            | 1        | 0      |
| V. Vernizzi    | -        | -       | 1            | -3           | 1        | -3     |